# Doa Best Selection "MIDDLE COAST"
『doa Best Selection "MIDDLE COAST"』（ドア ベスト・セレクション ミドルコースト）は、2019年9月11日、GIZA studioから発売されたdoaのベスト・アルバム。規格品番はGZCA-5293。

## 概要
デビュー15周年を記念した3部作の第2弾。前作の『doa Best Selection "ROCK COAST"』から約2か月を置いてのリリースとなる。本作の「"MIDDLE COAST"」はその名の通り「MIDDLE」がテーマとなっており、人気曲の中からミドルテイストな曲18曲に加え、新曲「CATCH」の合計19曲が収録されている。また、Musingオリジナル購入特典として、「吉本大樹 サイン&メッセージ入りA5サイズカード」がプレゼントされる。

## 収録曲
全作曲・編曲：徳永暁人
1. THIS LIFE
作詞：大田紳一郎
6thオリジナルアルバム『THIS LIFE』収録曲。
2. I wish
作詞：徳永暁人
12thシングル。
3. CATCH
作詞：徳永暁人
新曲。アルバム発売に先駆けて8月14日から配信。
相手の思いを受け取ろうとする気持ちやもどかしさを表現した秋らしいラブソング。
朝日放送アニメ 「凹凸世界シーズン2」 エンディングテーマ
4. SMILE
作詞：徳永暁人
7th配信限定シングル。
5. YOU&I
作詞：吉本大樹
10thアルバム『FREEDOM×FREEDOM』収録曲。
6. 君だけに気づいてほしい
作詞：大田紳一郎
5thシングル。
7. 終わらないYESTERDAY
作詞：大田紳一郎
4thアルバム『Prime Garden』収録曲。
8. 拳
作詞：徳永暁人
10thアルバム『FREEDOM×FREEDOM』収録曲。
9. Siren
作詞：稲葉浩志
1stアルバム『open_d』収録曲。
10. ハレ
作詞：徳永暁人
2ndアルバム『CANDLE』収録曲。
11. TAKE IT EASY
作詞：大田紳一郎
5thアルバム『FRONTIER』収録曲。
12. FRONTIER
作詞：大田紳一郎
5thアルバム『FRONTIER』収録曲。
13. Amazing Days
作詞：吉本大樹
1stベストアルバム『doa BEST ALBUM "open_door" 2004-2014』収録曲。
14. サザンライツ
作詞：徳永暁人
11thシングル。
15. Route 26
作詞：吉本大樹
3rdアルバム『3』収録曲。
16. 大人ラプソディー
作詞：徳永暁人
6thアルバム 『THIS LIFE』収録曲。
17. HOME SWEET HOME
作詞：大田紳一郎
11thアルバム『ISLAND』収録曲。
18. 無人島
作詞：徳永暁人
1stアルバム『open_d』収録曲。
19. 僕は君を壊したりしない
作詞：大田紳一郎
2ndアルバム『CANDLE』収録曲。